# Reial Acadèmia de Medicina de Catalunya
|  | No s'ha de confondre amb Acadèmia de Ciències Mèdiques de Catalunya i Balears. |

La Reial Acadèmia de Medicina de Catalunya és una institució de creada el 1770 com a Acadèmia Mèdico-Pràctica de Barcelona i presidida per Pere Güell, que el 1786 va rebre el títol de Reial. Des de 1821 es va anomenar Reial Acadèmia de Medicina de Barcelona fins que el Ple de 10 de desembre de 1991 va acordar canviar aquest vell nom per l'actual. Actualment, la seva seu és a l'antic Col·legi de Cirurgia, al carrer del Carme, 47 de Barcelona, un edifici declarat bé cultural d'interès nacional.

## Acadèmia
La RAMC és composta per 60 acadèmics numeraris elegits per votació entre els propis membres; 15 acadèmics d'honor; 120 acadèmics nacionals per elecció o premi i acadèmics corresponents estrangers sense limitació de nombre. Acull metges i, des de 1874, professionals sanitaris de ciències afins (farmacèutics, veterinaris, biòlegs etc.). L'Acadèmia està dividida en quatre seccions. Secció Primera: Ciències bàsiques, diagnòstiques i terapèutiques; Secció Segona: Medicina; Secció Tercera: Cirurgia i Secció Quarta: Medicina Social.
Des del 1992 publica la Revista de la Reial Acadèmia de Medicina de Catalunya, que continua una successió de publicacions amb altres títols, com Anales de la Real Academia de Medicina y Cirugía de Barcelona (1915-1931), Anales de la Academia de Medicina de Barcelona (1931), Annals de l'Acadèmia de Medicina de Catalunya (1932-1935), Anales de Medicina y Cirugía (de 1945 a 1982) i Revista de la Reial Acadèmia de Medicina de Barcelona (1986-1991). Al llarg de la història ha publicat també Memorias de la Real Academia Médico Práctica de Barcelona del 1798, La abeja médica (revista conjunta de les acadèmies de Barcelona i Mallorca, del 1845 al 1852), El Compilador Médico (1865 a 1869, conjunta de l'Acadèmia i els hospitals de Barcelona) i el Boletín Informativo (de difusió del programa d'activitats, de 1964 a 1976).

## Història
Va tenir el seu origen en reunions que es feien el 1754 a casa de Josep Ignasi Santponç, amb altres col·legues com Josep Forners, Antoni Rigal, Joan Esteve, Pere Güell i Josep Soriano.
El 1770 es constituí oficialment en acadèmia, tot i que van renovar els estatuts el 1779. El 1786 va rebre el títol de Reial gràcies als esforços de Francesc Salvà i Campillo. El rei Ferran VII la va suprimir entre 1824 i 1828, com tantes altres institucions intel·lectuals, per reprimir el liberalisme i restaurar la monarquia absoluta. El 1830 fou reestructurada novament, passant a anomenar-se Acadèmia Nacional de Medicina i Cirurgia. Sempre es va distingir per defensar tendències mèdiques força conservadores tot mantenint-se distant a les novetats científiques.

## Seus
La seva primera seu era situada al Palau Reial Major o dels Comtes de Barcelona (conegut popularment com de la Inquisició), que fou saquejat el 1820. El 1821, i a canvi de les sales que ocupava, el rei Ferran VII va concedir a l'Acadèmia la propietat de la casa de la Procura de la Cartoixa d'Escaladei, al carrer dels Banys Nous, 9, recentment desamortitzada. El 1824, un cop acabat el Trienni Liberal, els monjos recuperaren la casa i l'Acadèmia hagué de retornar als locals del Palau, on va romandre fins al 1835, quan els monjos foren expulsats i es va instal·lar definitivament al carrer dels Banys Nous.
El 1929 es va traslladar a l'antic Col·legi de Cirurgia, situat al pati que fa d'entrada al gran recinte de l'antic Hospital de la Santa Creu des del carrer del Carme.

## Membres destacats

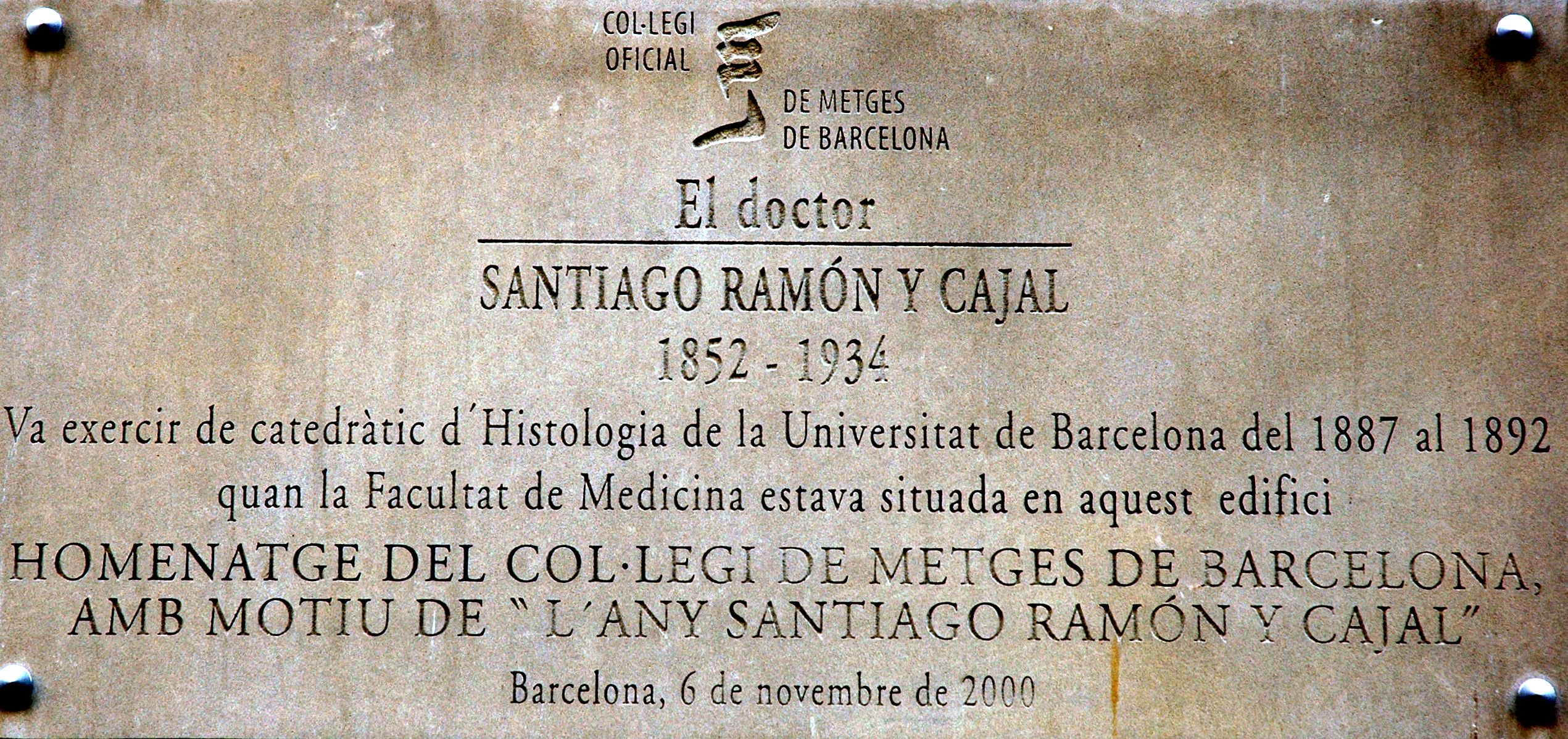
Placa homenatge a Santiago Ramón y Cajal

La RAMC ha tingut més de 350 membres numeraris. Entre els presidents de l'Acadèmia hi hagué personalitats importants com els doctors Francesc Salvà i Campillo, que excel·lí en molts camps de la ciència; Bartomeu Robert i Yarzábal, professor de medicina interna i alcalde de Barcelona; August Pi i Sunyer, creador de l'Institut de Fisiologia i d'escola aquí i en el seu exili de Caracas; Agusti Pedro i Pons, internista, Francesc Santponç i Roca; Francesc Carbonell i Bravo; Josep Baroy i Bardolet; Joan Francesc Bahí i Fontseca; Emili Pi i Molist; Salvador Cardenal i Fernàndez; Valentí Carulla i Margenat, Manuel Ribas i Perdigó, Vicenç Mitjavila i Fisonell César Comas Llabería, que excel·lí en el camp de la radiologia i d'altres.
Tal com ho acredita una placa homenatge del Col·legi de metges de Barcelona, el doctor Santiago Ramón y Cajal (1853-1934) hi va exercir de catedràtic d'histologia de la Universitat de Barcelona del 1887 al 1892, quan la universitat estava ubicada en aquest edifici.

### Acàdemics d'Honor
- 1978 - Pedro R. David (Buenos Aires, La Haia)
- 1989 - Federico Mayor Zaragoza (Madrid)
- 1996 - Valentí Fuster de Carulla (Nova York)
- 1996 - Salvador Moncada (Londres)
- 1999 - Carles Vallbona (Houston)
- 2005 - Francesc Xavier Pi-Sunyer i Díaz (Nova York)
- 2005 - James D. Watson (Nova York)
- 2005 - Rita Levi Montalcini (Roma)
- 2006 - Carles Cordón i Cardó (Nova York)
- 2006 - Joan Massagué i Solé (Nova York)
- 2006 - Àngel Pellicer (Nova York)
- 2007 - Umberto Veronesi (Milà)
- 2008 - Jean Dausset (París, Palma)
- 2009 - Pere Brugada i Terradellas (Brussel·les)

## Presidents[8]
- Joaquim Cil i Borés, 1867-1868
- Joan Magaz i Jaime, 1869-1874
- Emili Pi i Molist, 1875-1878 i 1891-1892
- Joan de Rull i Xuriach, 1879-1882
- Bartomeu Robert i Yarzàbal, 1883-1890
- Emerencià Roig i Bofill, 1893-1896
- Eduard Bertran i Rubio, 1897-1900
- Salvador Cardenal Fernández, 1901-1904
- Joaquim Bonet i Amigó, 1905-1910
- Miquel Arcàngel Fargas i Roca, 1911-1914
- Valentí Carulla i Margenat, 1915-1923
- Andrés Martínez Vargas, 1923-1924
- Manuel Ribas i Perdigó, 1925-1927
- August Pi i Sunyer, 1927-1935
- Jaume Peyrí i Rocamora, 1935-1948
- Frederic Corominas i Pedemonte, 1948-1957
- Agustí Pedro i Pons, 1957-1971
- Pere Domingo i Sanjuán 1971-1979
- Moisès Broggi i Vallès 1979-1993
- Josep Laporte i Salas, 1993-2002
- Josep Antoni Salvà i Miquel, 2002-2003
- Jordi Sans i Sabrafen 2003-2004
- Jacint Corbella i Corbella (2005-2013)
- Joan Viñas i Salas (2013-2017)
- Josep Antoni Bombí i Latorre (2017)